# Ségur
Ségur é uma comuna francesa na região administrativa de Occitânia, no departamento de Aveyron. Estende-se por uma área de 67,05 km². Em 2010 a comuna tinha 553 habitantes (densidade: 8,2 hab./km²).